# Bajarse al moro (película)
Bajarse al moro es una película española dirigida en el año 1988 por Fernando Colomo enmarcada en el género de la comedia. Su nombre proviene de una expresión popular usada en España para referirse al acto de ir hasta Marruecos a comprar hachís para posteriormente volver con él oculto a España para su tráfico. Es una adaptación de la obra de teatro homónima de José Luis Alonso de Santos.

## Sinopsis
Chusa y Jaimito son dos primos que comparten un pequeño piso en el centro de Madrid, donde también vive otro amigo, Albertico. Chusa acoge a Elena, a la que propone viajar a Marruecos para traficar con droga. Pero Elena es virgen y no puede transportar la mercancía en su vagina. Para remediar el problema, y una vez descartado Jaimito, Elena debe perder su virginidad con Alberto. Pero las dificultades e interrupciones se suceden: Doña Antonia, madre de Alberto, Abel y Nancho, dos drogadictos con síndrome de abstinencia. Finalmente, Chusa viaja sola a Marruecos. A su regreso es detenida y encarcelada. Cuando sale de prisión descubre que Alberto y Elena se han ido a vivir juntos a Móstoles justo cuando la propia Chusa descubre que está embarazada de Alberto. Pero nunca se lo dirá.

## Música
La banda sonora de toda la película corre a cargo del grupo Pata Negra, algunos de cuyos miembros, como Rafael Amador, aparecen a lo largo de la película como si estuviesen ensayando.

## Reparto
| Intérprete           | Personaje       |
| -------------------- | --------------- |
| Verónica Forqué      | Chusa           |
| Antonio Banderas     | Alberto         |
| Juan Echanove        | Jaimito         |
| Aitana Sánchez-Gijón | Elena           |
| Chus Lampreave       | Doña Antonia    |
| Miguel Rellán        | Cura            |
| Francisco Merino     | Don Mariano     |
| Amparo Valle         | Madre de Elena  |
| Manuel Huete         | Vecino cabreado |
| Ricardo Palacios     | Naturista       |
| Ofelia Angélica      | Angelita        |
| María Elena Flores   | Portera         |
| Vicente Díez         | Jeringa         |
| Juan de Pablos       | Yuppie 1        |
| Carmelo Gómez        | Abel            |
| Luis Perezagua       | Yuppie 2        |
| Chema de Miguel      | Nancho          |
| Pau Riba             | Nazarín         |
| Carmen Giralt        | Farmacéutica    |
| Isabel Ordaz         | Merche          |
| Joaquín Climent      | Policía joven   |
| Lucas Martín         | Teo             |
| José Antonio Navarro | Félix           |
| Manolo Caro          | Soldado         |
| Joaquín Notario      | Enfermero 1     |
| Armando Palet        | Chaval 1        |
| Xavier Grobet        | Chaval 2        |
| Amparo Merino        | Abuela          |
| Manuel Millán        | Enfermero 2     |
| Antonio Díaz         | Rey Baltasar    |
| Omar Riffi           | Abdul           |
| Chahid Mohamed       | Mohamed         |
| Rafael Amador        | Vecino          |
| Raimundo Amador      | Vecino          |

## ¿Dónde se rodó?
Madrid
Algeciras, Cádiz
Chauen, Marruecos